# Карчоне-Каприо (Фрозиноне)
Карчоне-Каприо је насеље у Италији у округу Фрозиноне, региону Лацио.
Према процени из 2011. у насељу је живело 19 становника. Насеље се налази на надморској висини од 128 м.